# Порозовское (сельское поселение)
Порозовское — упразднённое муниципальное образование со статусом сельского поселения в Шарканском районе Удмуртии Российской Федерации.
Административный центр — деревня Порозово.
Законом Удмуртской Республики от 28 апреля 2021 года № 36-РЗ упразднено в связи с преобразованием Шарканского района в муниципальный округ.

## История
Статус и границы сельского поселения установлены Законом Удмуртской Республики от 13 апреля 2005 года № 11-РЗ «Об установлении границ муниципальных образований и наделении соответствующим статусом муниципальных образований на территории Шарканского района Удмуртской Республики».

## Население
| 2010  | 2012  | 2013  | 2014  | 2015  | 2016  | 2017  |
| ----- | ----- | ----- | ----- | ----- | ----- | ----- |
| 1078  | ↘1076 | ↗1090 | ↗1097 | ↘1072 | ↘1071 | ↘1040 |
| 2018  | 2019  | 2020  |       |       |       |       |
| ↘1006 | ↘1001 | ↘997  |       |       |       |       |

## Состав сельского поселения
| №  | Населённый пункт | Тип населённого пункта          | Население |
| -- | ---------------- | ------------------------------- | --------- |
| 1  | Ивановка         | деревня                         | ↗82       |
| 2  | Козино           | деревня                         | ↘184      |
| 3  | Липовка          | деревня                         | ↗34       |
| 4  | Луговая          | деревня                         | ↗23       |
| 5  | Мочище           | починок                         | ↗14       |
| 6  | Пасека           | починок                         | ↗9        |
| 7  | Порозово         | деревня, административный центр | ↗583      |
| 8  | Сильво           | деревня                         | ↗95       |
| 9  | Собино           | деревня                         | ↗42       |
| 10 | Собинский        | починок                         | ↘10       |